# Апрель в лице возлюбленной моей
«April is in my mistress’ face» («Апрель в лице возлюбленной моей») — мадригал, написанный Томасом Морли, английским композитором и органистом. Это один из самых известных и коротких английских мадригалов. 

## История создания
Основой послужило стихотворение итальянца Ливио Челиано, впервые переложенное на музыку Орацио Векки.
Стихотворение посвящено девушке, которая прекрасна, как месяц апрель, но холодна, как декабрь. Стихи написаны в свойственном Ренессансу настроении, воспевающем душевное состояние через внешнюю красоту.

## Текст
Оригинал на английском:
April is in my mistress' face,
And July in her eyes hath place;
Within her bosom is September,
But in her heart a cold December.
Перевод:
Апрель в лице возлюбленной моей,
В её глазах свет всех июльских дней;
В груди её скрывается сентябрь,
Но в сердце лишь холодный есть декабрь.